# Pierre DuMaine
Roland Pierre DuMaine (* 2. August 1931 in Paducah; † 13. Juni 2019) war ein US-amerikanischer Geistlicher und römisch-katholischer Bischof von San Jose in California.

## Leben
Pierre DuMaine studierte Philosophie und Theologie am St.-Joseph-College in Mountain View, Kalifornien, und St.-Patrick-Seminar in Menlo Park, Kalifornien. Am 15. Juni 1957 empfing er in der St. Mary’s Cathedral in San Francisco die Priesterweihe für das Erzbistum San Francisco. An der Katholischen Universität von Amerika hat er in Erziehungswissenschaften promoviert, an der er bis 1963 als Assistant Professor tätig war. Von 1963 bis 1965 war er Lehrer an der Junípero Serra High School in San Mateo. Anschließend hatte er die Leitung für die Schulen im Erzbistum San Francisco bis 1978 inne. 1972 wurde er zum Päpstlichen Ehrenprälaten (Monsignore) ernannt.
Papst Paul VI. ernannte ihn am 24. April 1978 zum Titularbischof von Sarda und Weihbischof in San Francisco. Die Bischofsweihe spendete ihm der Erzbischof von San Francisco, John Raphael Quinn, am 29. Juni desselben Jahres; Mitkonsekratoren waren Joseph Thomas McGucken, Alterzbischof von San Francisco, und William Joseph McDonald, Weihbischof in San Francisco. Er war von 1978 bis 1981 der Gründungsdirektor des Catholic Television Network in Menlo Park.
Am 27. Januar 1981 ernannte ihn Papst Johannes Paul II. zum ersten Bischof des mit gleichem Datum errichteten Bistums San Jose in California. Er wurde am 18. März desselben Jahres in das Amt eingeführt.
Am 27. November 1999  nahm Johannes Paul II. seinen vorzeitigen Rücktritt an. Er engagierte sich in den bischöflichen Ausschüssen für Wissenschaft, Grundwerte der menschlichen Gesellschaft sowie Frauen in der Gesellschaft und Kirche. Er lehrte Religionswissenschaften an der Stanford University und der Santa Clara University, an der er zum Presidential Professor ernannt wurde.